# Euxootera contraria
Euxootera contraria är en fjärilsart som beskrevs av Emilio Berio 1976/77. Euxootera contraria ingår i släktet Euxootera och familjen nattflyn. Inga underarter finns listade i Catalogue of Life.